# AFP Giovinazzo Polisportiva 2023-2024
Questa voce raccoglie le informazioni riguardanti l'AFP Giovinazzo Polisportiva nelle competizioni ufficiali della stagione 2023-2024.

## Maglie
| 1ª divisa | 2ª divisa |

## Organigramma societario
Dati aggiornati alla stagione 2023-2024, tratti dal sito internet ufficiale della Federazione Italiana Sport Rotellistici .
- Presidente: Diomede Camporeale
- Vicepresidente: Sabino Dangelico
- Segretario:
- Direttore sportivo:
- Addetto stampa:

## Organico

### Giocatori
| N° | Naz.                 | Ruolo | Sportivo           |  |  |  |
| -- | -------------------- | ----- | ------------------ |  |  |  |
| 1  | Italia (bandiera)    | P     | Tommaso Belgiovine |  |  |  |
| 4  | Italia (bandiera)    | A     | Michele Dilillo    |  |  |  |
| 6  | Italia (bandiera)    | A     | Nicola Cannato     |  |  |  |
| 7  | Italia (bandiera)    | D     | Cosimo Mattugini   |  |  |  |
| 9  | Italia (bandiera)    | A     | Luigi Turturro     |  |  |  |
| 10 | Italia (bandiera)    | D     | Luca Mezzina       |  |  |  |
| 12 | Argentina (bandiera) | A     | Renato Clavel      |  |  |  |
| 17 | Spagna (bandiera)    | A     | Xavier Rubio       |  |  |  |
| 56 | Francia (bandiera)   | A     | Antoine Le Berre   |  |  |  |
| 66 | Italia (bandiera)    | A     | Paolo Colamaria    |  |  |  |
| 70 | Argentina (bandiera) | A     | Federico Correa    |  |  |  |
| 71 | Italia (bandiera)    | P     | Ottavio Dangelico  |  |  |  |
| 74 | Italia (bandiera)    | P     | Luca Calabrese     |  |  |  |
| 87 | Spagna (bandiera)    | D     | Jaume Bartes       |  |  |  |

### Staff tecnico
- Allenatore:  Pino Marzella

## Mercato
| Acquisti | Acquisti         | Acquisti        | Acquisti |
| R.       | Nome             | da              |          |
| -------- | ---------------- | --------------- | -------- |
| D        | Jaume Bartes     | Nantes          |          |
| A        | Renato Clavel    | Social San Juan |          |
| A        | Antoine Le Berre | Marinhense      |          |
| D        | Cosimo Mattugini | Vercelli        |          |
| A        | Xavier Rubio     | Vercelli        |          |

| Cessioni | Cessioni | Cessioni | Cessioni |
| R.       | Nome     | a        |          |
| -------- | -------- | -------- | -------- |